# 輕鐵第一期列車
輕鐵第一期列車，又名「Comeng車輛」，乃港鐵的輕鐵列車型號之一，在香港輕鐵使用，由九廣鐵路公司擁有。隨兩鐵合併，九廣鐵路公司通過與地鐵有限公司簽訂的經營權協議，授予香港鐵路有限公司使用。

## 簡述
為配合輕鐵第1期系統於1988年9月18日通車，九廣鐵路公司於1985年8月7日，正式批出屯門輕鐵合約於禮頓建築-MTA 財團於3年內建造全長23km的輕鐵第1期系統（另外更可優先選擇興建全長34km的第2期輕鐵系統）並且向財團的次承辨商澳洲Comeng購買70輛輕鐵列車，供第1期輕鐵系統使用。此款車輛初投入服務時，是塗上舊款的橙色塗裝，車箱空調為分體式設計（1992年後改回車頂集中式設計），日常載客營運以1至2卡行駛（最多可以併結3卡行駛）。

## 歷史

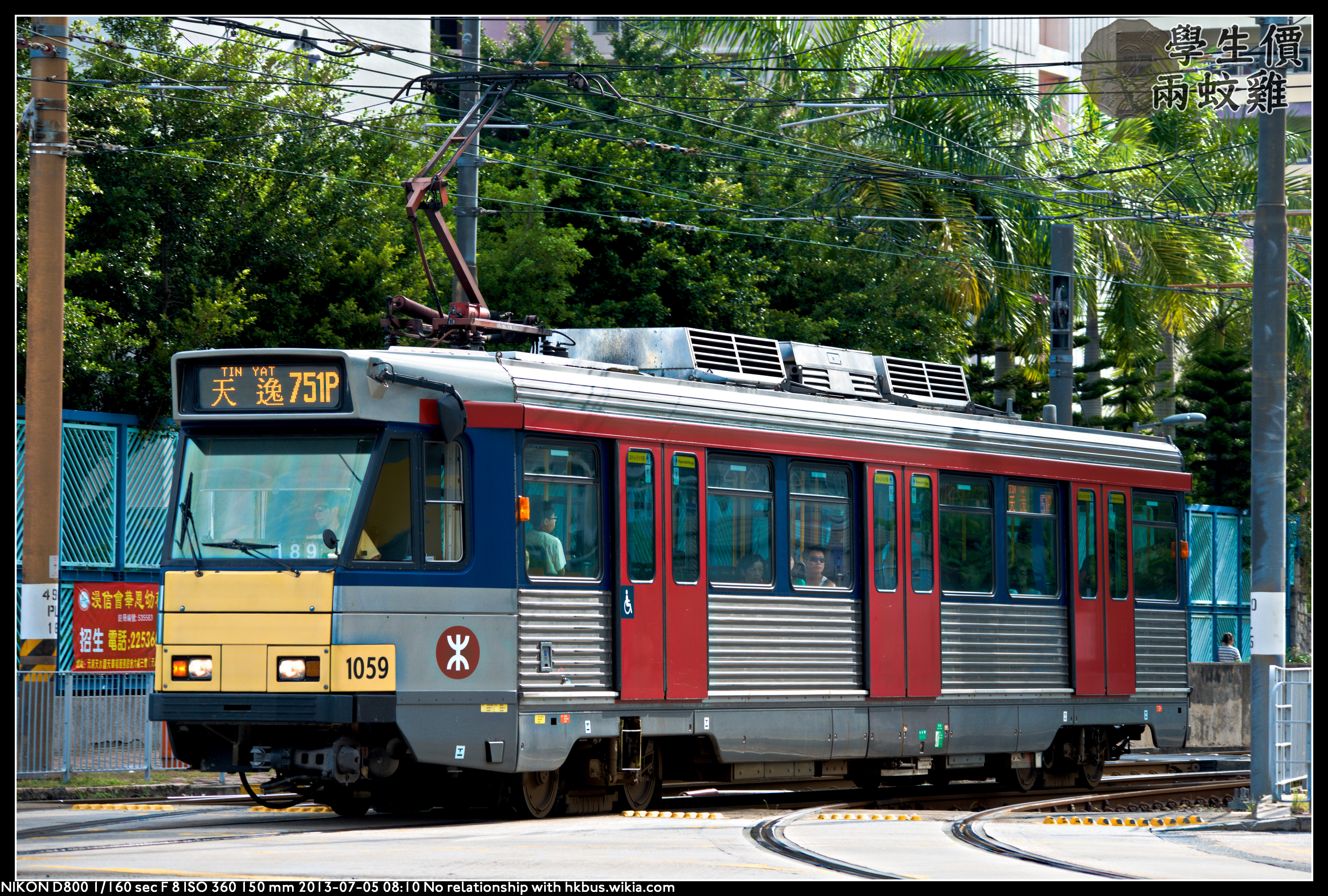
翻新前的輕鐵第一期列車

1985年8月7日九鐵正式向禮頓建築-MTA財團批出價值10億港元的建造合約。
合約訂明，財團必須於1988年8月8日前交付所有70架輕鐵列車，不論任何原因：包括工業行動或其他因素影響，都不會獲得額外的交付期限。若延遲交付，將無上限被罰款每日62萬港元（按延遲交付日數計算）。
因這張訂單為Comeng首次取得的海外訂單，為了隆重其視並排除列車未能於限期前交付的影響，於是把車廠內其他仍正在建造或已簽署的訂單推遲，以讓出位置給予最優先權建造屯門輕鐵列車。列車簽署時，九鐵更特別要求各澳洲工會必須簽署合作聲明。聲明訂明，各公會必須答應：Comeng製造屯門輕鐵列車期間的3年內，不可有任何工業行動阻礙列車交付。各工會領袖均表示同意並簽署有關條款。
正當Comeng 位於墨爾本郊區丹德農車廠開始準備建造列車同時，各工會領袖突然一反常態，不斷於車廠內進行罷工並且按章工作。1985年10月 Comeng、Sigma CoachAir 及 AEG等列車零件供應商代表飛往香港，與當時九鐵及其比利時Transurb工程顧問開會，討論列車製造規格。開會期間，九鐵突然向Comeng提出要更改列車原有設計。新設計跟原各廠商競標時所訂明的列車規格與設計要求不符。Comeng 及各零件供應商均需重新按照九鐵提出的新設計製造列車。
其後澳洲各工會依然持續違反已簽訂的相關合作聲明，不斷於Comeng的墨爾本丹德農廠房進行工業行動。為了列車能趕及限期前交付，Comeng 決定於其位於布里斯本的羅克利車廠另設立生產線，分擔丹德農廠房製造工作。但不幸的是，當Comeng按照九鐵所提供的列車設計圖紙製造後，發現列車根本無法通過負重測試。假若九鐵不願放棄其要求（車身需要平面設計），Comeng將無法於限期內完成這份合約。
最終1986年年底，Comeng 代表立即飛往香港約見九鐵及其工程顧問商討其列車製造問題並解釋相關原因，希望遊說九鐵能放棄原有外觀設計要求，同時 Comeng 另外向九鐵提供解決方法以便符合其合約訂明的列車要求。最終九鐵答應放棄原先要求的外觀設計，Comeng亦可順利製造列車，不過列車製造期間各工會仍有零星的工業行動。1987年8月26日午夜，首列列車編號1004（其後命名為輕鐵先鋒）正式從丹德農的廠房運送並抵達墨爾本及布里斯本的港口，經水路運送至香港，並於1987年10月5日抵達屯門車廠，並進行驗收工序。Comeng最終奇蹟地於1988年5月成功交付並驗收最後1架輕鐵列車，整個項目亦順利於限期內完成。但因輕鐵於試車期間發生多宗意外，更做成人命傷亡，當時的香港政府勒令輕鐵停止測試，並延至1988年9月18日才啟用。

## 投入服務初期表現的問題及後續處理
列車正式投入服務時，因九鐵要求的空調設計錯誤，引致車廂空調，當其冷熱空氣遇上時，便會出現嚴重漏水而影響乘客，而且列車營運時更時常發生牽引摩打過熱情況。於是九鐵於1992年批出新的合約為該列車作首次整體翻新，詳情如下：
1. 列車空調製造商SIGMA Couch Air需更改列車空調系統（將分體式改以車頂集中式設計）；
2. 列車牽引系統製造商AEG需重新設計摩打的散熱功能；
3. 強化車頭的防撞能力。[15]

為配合企業形象更新，九鐵於1997年至2000年間陸續塗上新塗裝；路線顯示方面，最初車頭及車側的顯示牌只是使用布牌顯示（目的地及路線編號均印在同一塊牌布之上，左邊印有白色的中英文的目的地名稱，而右邊則印有橙色的路線編號），車尾並無顯示路線編號的設備。九鐵於2002年至2003年間陸續使用電子顯示牌取代布牌顯示，而車尾亦增設電子路線編號顯示牌。

## 冠名车辆
1004「輕鐵先鋒」
1987年12月10日，九廣鐵路公司於山景北站舉行首部輕鐵車輛試車典禮，由當時公司主席霍士傑在典禮上為首部輕鐵車輛主持命名儀式。首部輕鐵車輛（編號1004）獲命名為「輕鐵先鋒」，在車頭部分印有四字。1004號列車是首輛運抵香港，完成加裝儀器、全面檢查及性能測試的輕鐵車輛，並在首期輕鐵系統路段作全面試車，亦標誌著輕鐵系統通車邁進一步。
1070「史禮賢」
史禮賢（Dudley Snell）生前於禮頓城市運輸集團擔任工程經理，負責第一期輕鐵系統屯門至元朗的建造工程，1988年12月逝世，享年64歲。1989年9月18日，當時的九廣鐵路公司在輕鐵車廠內慶祝輕鐵通車週年紀念，並在慶典上舉行車輛命名儀式，由當時公司主席喬沛德（Peter Quick）及史禮賢夫人主持。1070号列车获命名為「史禮賢（F.D. SNELL）」，以誌史禮賢先生對輕鐵的貢獻，並在該車上設牌匾。
上述兩列列車已分別於2011年1月及6月開始進行翻新工程，翻新完畢後並沒有再印上「輕鐵先鋒」和「史禮賢」的字樣。
1027「輕鐵愛心號」
为響應香港紅十字會的捐血宣傳活動，1994年6月24日暫時冠名「輕鐵愛心號」，並改裝為臨時流動捐血站，其後已復原。但此列車已於2011年因交通意外而報銷。

## 現代化翻新工程

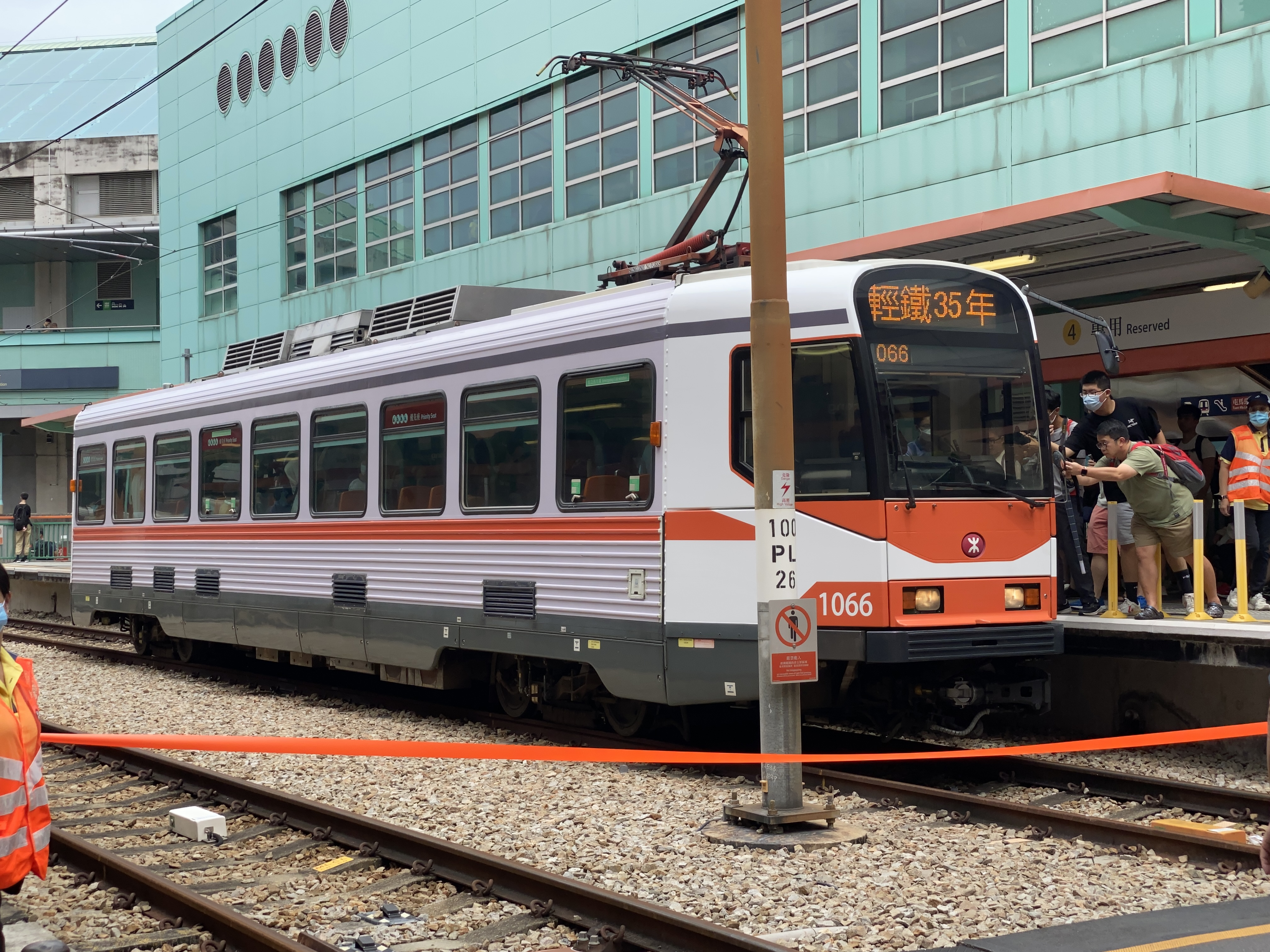
翻新後並塗上復刻初代塗裝的輕鐵第一期列車

在2007年11月，九廣鐵路公司在批出第4期輕鐵車輛的合約的同時，亦批出第1期輕鐵車輛（Comeng輕鐵車輛）車廂的翻新工程合約，兩份合約均批出予澳洲聯合戈尼南集團鐵路服務公司（United Goninan）負責。
計劃由2011年第1季第4期輕鐵車輛1127投入服務開始，將有6部輕鐵Comeng輕鐵車輛進行翻新工程。當有更多新車卡投入服務，相同數量的輕鐵Comeng車輛（第1代）將會翻新，每批6輛輕鐵翻新工程需時約16星期，整項工程需時約60個月，當中亦包括維修及系統更新。
港鐵屯門車廠車身工場可同時處理5部列車翻新工程。當有一部列車翻新完畢並投入服務時，工場隨即加入一部舊車展開翻新工程。而每部列車整個翻新工程需時約16星期（當中包括：拆卸舊組件、更新組件、裝嵌新組件、塗裝、廠內及廠外測試等等）。
- 現代化翻新工程主要包括統一車廂外觀、更換全新設計座椅並將座位全部改為向前的方向，避免「倒頭位」、更新駕駛室設備如座椅、控制器及趟門、重整車廂內的扶手安排、翻新車廂地板、多用途空間加設輪椅安全帶及靠背、更換行駛記錄儀及照明系統等等。
- 系統更新及提升工程主要涉及的設施包括車廂的轉向架、鋼輪、連結器、空調系統、電子組件、壓縮器、電池、車門組件、氣喉、集電弓及更換全新靜態換流器等等。

輕鐵將維持135卡的列車數量直至所有列車翻新完成為止。
2010年中，編號1005為首部測試現代化翻新工程之列車，改裝工程於2010年11月完成，並已於2011年1月31日再次投入服務；而最後一部翻新列車改裝工程於2013年12月4日完成，並已於2013年12月24日（平安夜）再次投入服務，代表全數68部列車已翻新完成並投入服務。
2018年，港鐵為輕鐵第一期列車的直流电机翻新工程招標，同年7月25日由中車永濟電機中標，總值854萬多港元。

## 記事
- 1985年8月7日，九鐵批出合約與Comeng 引入70架輕鐵列車。
- 1987年8月26日，首列列車編號1004經水路運送至香港。
- 1987年10月5日，首列列車1004逐步運往屯門車廠。
- 1988年7月25日，輕鐵尚未正式通車，一輛輕鐵列車（編號1032）在青山公路試車時，由於輕鐵車長衝紅燈，於元朗田廈路平交道與一輛客貨車相撞，造成客貨車上一名8歲男童死亡；在此致命車禍前，輕鐵已發生18宗交通意外，意外後輕鐵被政府勒令暫停試車，通車日期亦由當年原訂的8月8日推遲至9月18日。
  - 請注意，跟據香港政府報告，沒有證據證明輕鐵衝燈。

- 1988年9月18日，輕鐵主綫通車，輕鐵第一期列車（編號1001 - 1070）全數投入服務。
- 1994年7月29日，一輛往屯門碼頭站的507綫列車（編號1013），於上午10時在屯門兆禧苑側，即湖景路與湖山路交界路口（該路口禁止右轉）與違規轉右的空拖架貨櫃車相撞，輕鐵列車車長拋出車外死亡，另4名乘客受傷；而該輛列車因此報廢，拆解作零件用途。
- 1994年9月10日，一輛往屯門碼頭站的614綫列車（編號1059），和一輛往元朗站的614綫列車（編號1031），在屯門兆康站以北的青麟交匯處的平交道，與一輛滿載乘客的衝紅燈旅遊巴士（車牌CE4635）相撞，旅遊巴士司機和1名巴士乘客死亡，另45人受傷。
- 1996年3月11日，一輛往屯門碼頭站的615綫列車（編號1017）在兆康站以北的青麟交匯處與貨櫃車相撞，貨櫃車司機死亡，列車則衝前40米全車出軌；1017事後獲修復妥當。
- 1997年6月21日，一輛往屯門碼頭總站的615綫列車（編號1019）在兆康站前右轉時與對面路軌往天水圍（現天榮站）的720綫列車（編號1035）迎頭相撞，29人受傷。事後九鐵公司為避免意外發生，在西鐵綫兆康站進行工程期間，輕鐵月台暫時封閉、並使用較北位置興建的臨時車站。自此以後，往屯門碼頭方向的輕鐵615綫永久經兆康站2號月台上落客，而取消經兆康站4號月台往麒麟站（兆康站–麒麟站–青松站）方向。
- 1997年秋季起，九鐵為所有第1期列車陸續換上藍色及紅色塗裝（首列換上塗裝的列車是1044）。
- 2000年，最後1列待改裝列車1028在入廠塗裝前，擔當「伴你同行12載」用車行駛720綫。及後，九鐵以橙色塗裝輕鐡模型列車作懷念。
- 2002年10月28日，首輛裝有橙黃色電子路線顯示牌及車尾增設路線顯示牌的列車（編號1010）投入服務。
- 2009年12月31日，坑尾村站外一個非正式過路點，一名老翁被一列761P綫列車（編號1004及1201）撞死，意外影響751及761P綫服務近2小時，約50班車受影響。其間，761P綫行走元朗及洪天路，751綫分段服務友愛至洪天路及天水圍至天逸，近5千人轉搭來往洪天路緊急月台及天逸的緊急接駁巴士。
- 2010年中，編號1005完成現代化工程。
- 2011年1月31日，完成現代化工程的1005重新投入服務。
- 2011年5月8日早上近10時，一列行走706綫拖卡列車（編號1027及1062）在天水圍近天悅站與一輛貨櫃車相撞，輕鐵首節車廂出軌，22人受傷。1027列車因此於2013年報廢，其後改作特殊用途。該列車的外殼其後獲復修，而機件則被拆下。
- 2013年8月19日早上約8時55分，一列行走761P綫往天逸方向的拖卡列車（編號1046及1006）駛往樂湖站途中，在天湖路輕鐵平交道將一名疑衝燈橫越輕鐵路軌的67歲男子撞倒，該男子被捲入車底拖行50米，當場死亡。
- 2013年12月4日，最後一列列車1022完成現代化工程，並於同年12月24日平安夜當日重新投入服務。
- 2016年1月4日早上6時許，一輛行走751綫往友愛的列車（編號1037）在藍地站附近，撞倒一對80多歲夫婦，送院丈夫不治，妻子則手腳受傷。
- 2017年5月8日下午6時許，一輛706線拖卡輕鐵（編號1029及1037）於天秀路交匯處和正行駛K73綫的丹尼士三叉戟巴士（編號617）相撞，22人受傷。巴士車長事後解釋因陽光猛烈而致看不到交通燈號肇禍。
- 2019年10月4日下午8時許，一輛停止服務的拖卡輕鐵（編號1037及1068）於屯門碼頭站被示威者刑事毀壞，車門玻璃破裂、駕駛室更被打開，並已回廠維修。
- 2021年2月4日下午1時許，一輛載有100名乘客開往天逸方向的751線輕鐵列車（編號1014）於鍾屋村站前100米與一輛貨車相撞，列車撞向貨車車尾，事件導致22人受傷，藍地站至洪水橋站輕鐵服務一度暫停；而該輛列車因此報廢，其後改作特殊用途，取代1027。
- 2021年8月9日傍晚6時許，一名騎單車的女子橫過元朗輕鐵豐年路站對出過路處時，被一列行走761P綫往元朗方向的拖卡輕鐵（編號1003及1049）撞到並捲入車底。消防員到場救出傷者，期間輕鐵610、614、615及761P不停塘坊村站至元朗站，港鐵派出免費接駁巴士行走來往洪天路緊急月台至元朗。至晚上7時許，輕鐵服務回復正常。
- 2021年11月3日，青山公路元朗段近元朗安樂路，鄰近輕鐵元朗站附近有一輛紅色小巴攔腰撞向一列由元朗往天逸761P綫的輕鐵（編號1025）。小巴車頭嚴重損毀，輕鐵列車車身亦告損毀。受意外影響，輕鐵路線610綫，614綫，615綫及761P綫一度需要改道，不停塘坊村站至元朗站。港鐵安排免費接駁巴士，行走來往洪天路緊急月台至元朗，接載受影響車站的乘客，至早上7時半回復正常。
- 2023年8月20日，為慶祝輕鐵通車35周年，港鐵將兩架編號1066（一期第一部拖卡）和1001（一期第一部駕駛車卡）的一期翻新列車復刻初代塗裝，於首日展出並於其後行駛610路線。
- 2023年9月17日，為慶祝輕鐵通車35周年，塗上復刻初代塗裝的編號1066一期列車於輕鐵車廠開放日展示。
- 2024年5月18日，一輛重型貨車載着一批木板沿青山公路—洪水橋段東行，當駛至鍾屋村站附近時，其中一件約50乘20厘米的木板跌落至軌道上，其後一列不載客的拖卡輕鐵（編號1016及1005）駛經，其中首車卡因輾過路軌上的木板，導致車底的其中一個轉向架偏離路軌。受意外影響，輕鐵路線610綫，614綫，615綫及751綫，不停藍地站至洪水橋站。港鐵安排免費接駁巴士來往洪天路緊急月台至兆康，接載受影響車站的乘客，至中午12時42分，輕鐵服務回復正常。
- 2024年12月1日起塗上復刻初代塗裝的1001 號一期列車，添加本地插畫師及玩具公司微影之「港鐵重機」插畫設計，並成為其主題輕鐵列車，以配合產品宣傳。其後1066號一期列車完成大修後，亦添上相關設計。

## 圖集

改装前
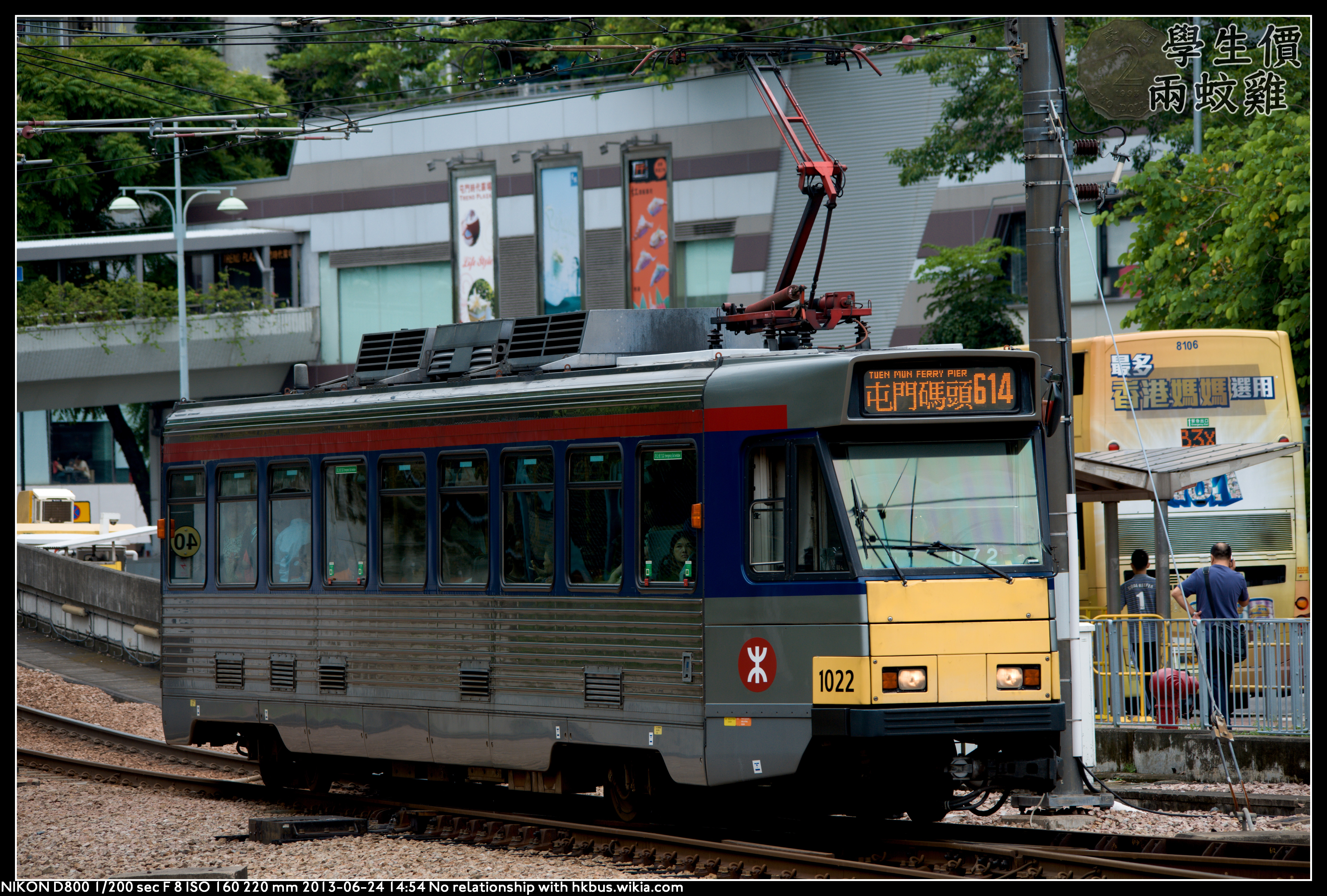
编号1022列车以单卡执行614线路
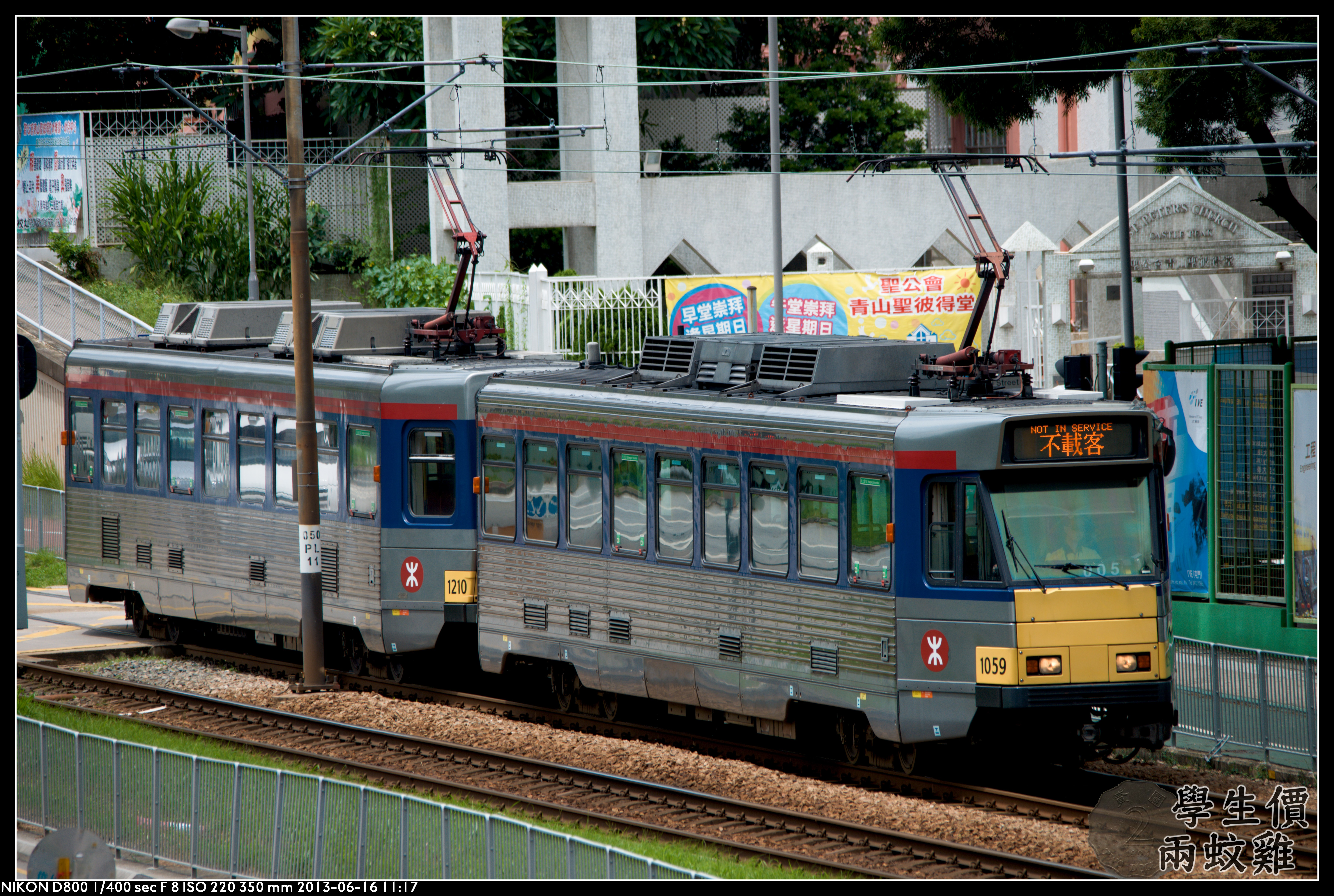
一列不载客的双卡列车（1059-1210）
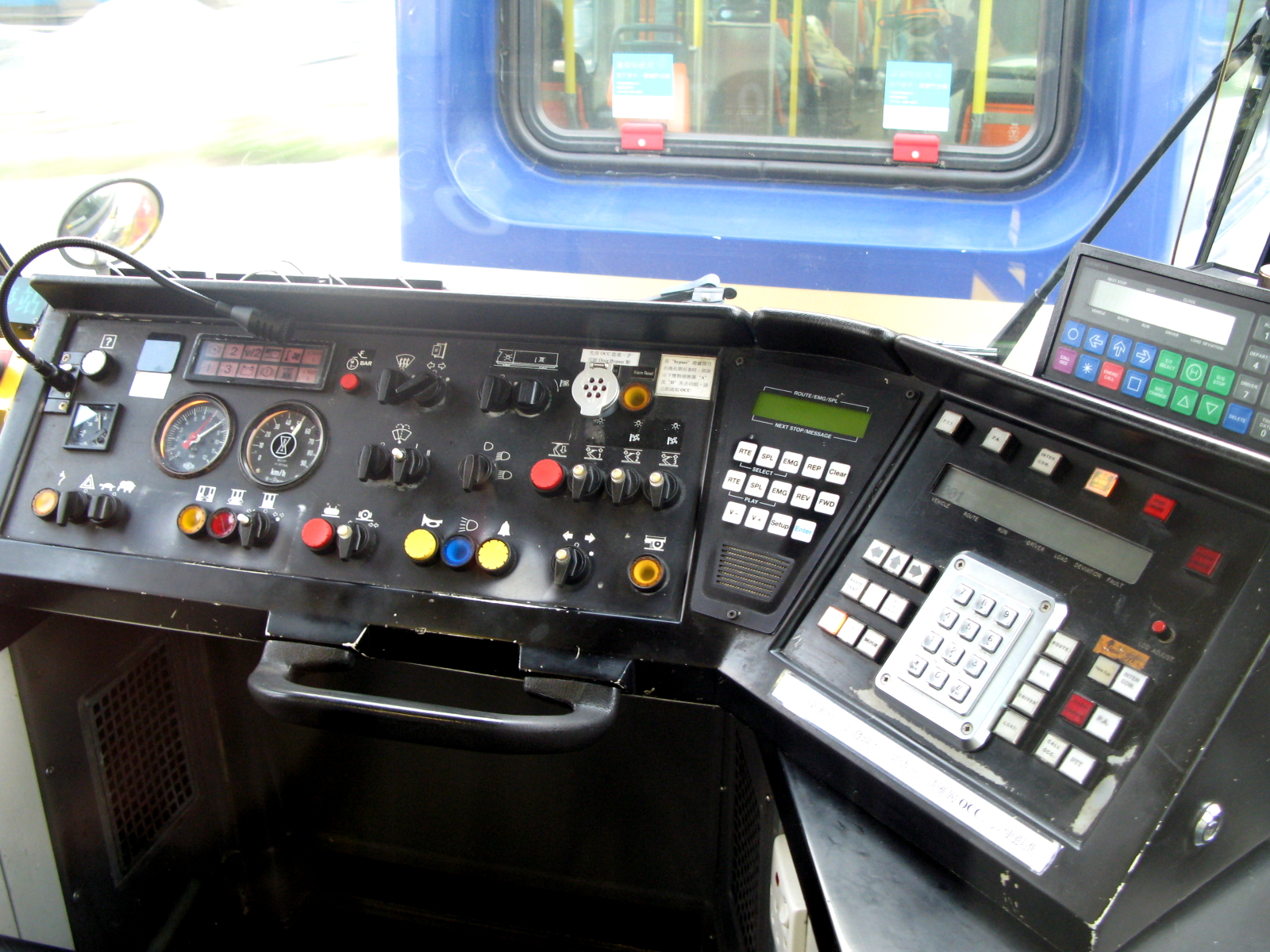
駕駛室（改裝前）
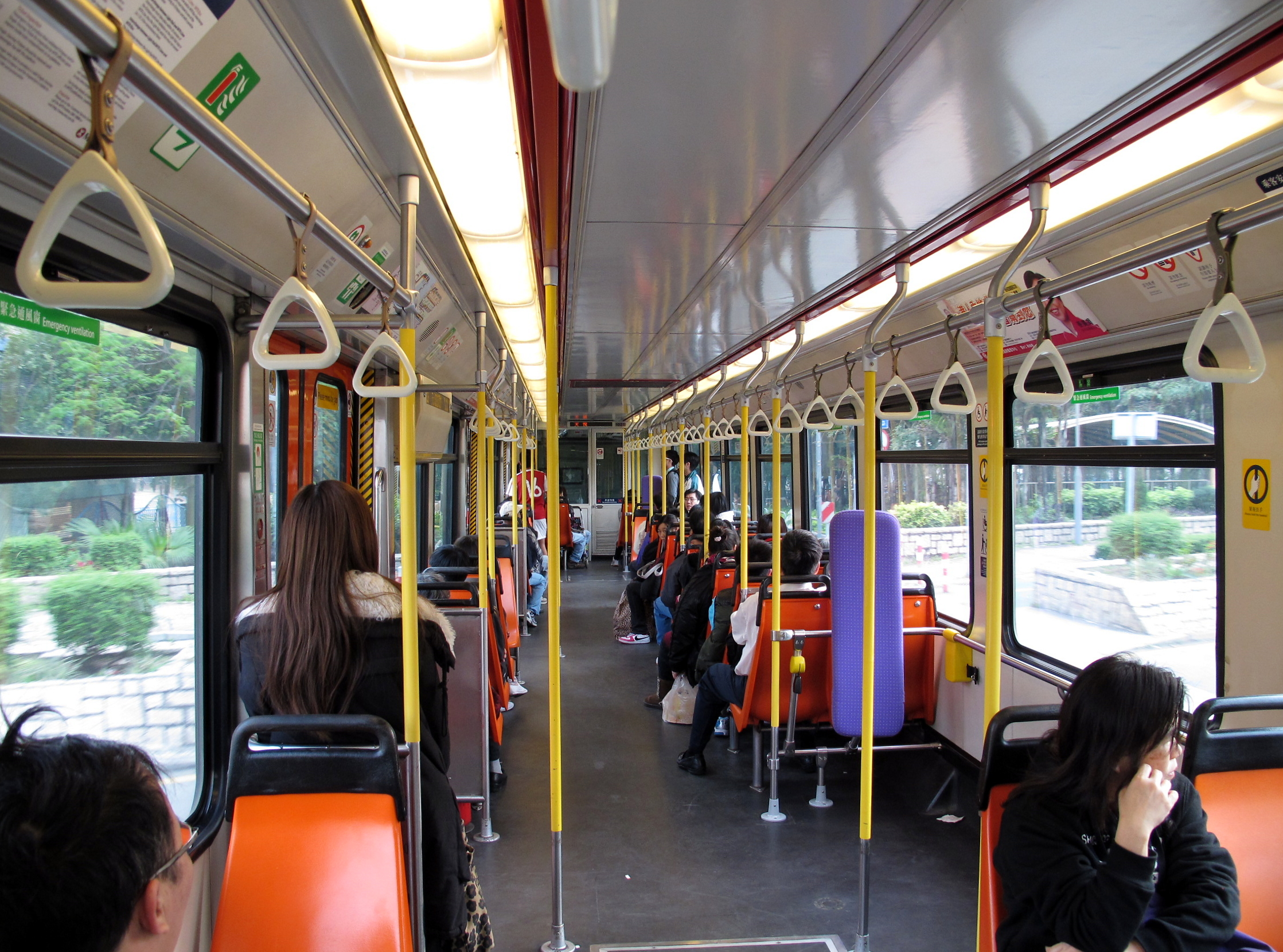
列車內部（翻新前）

改装后
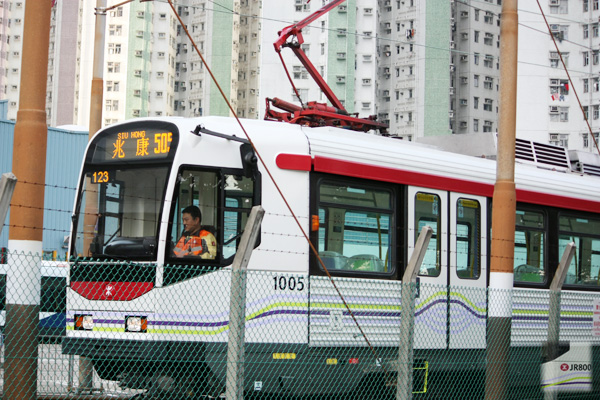
編號1005列車在車廠進行各項測試
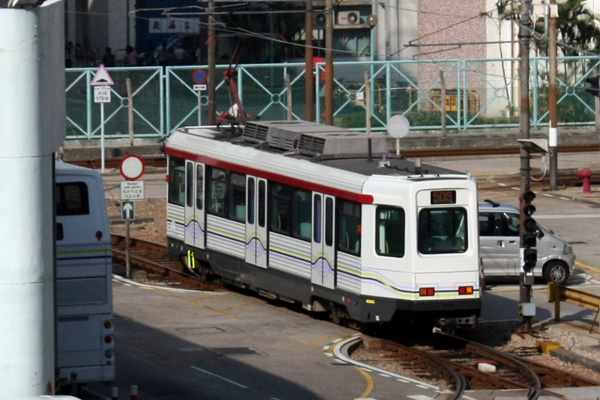
編號1005列車正進行廠內試車
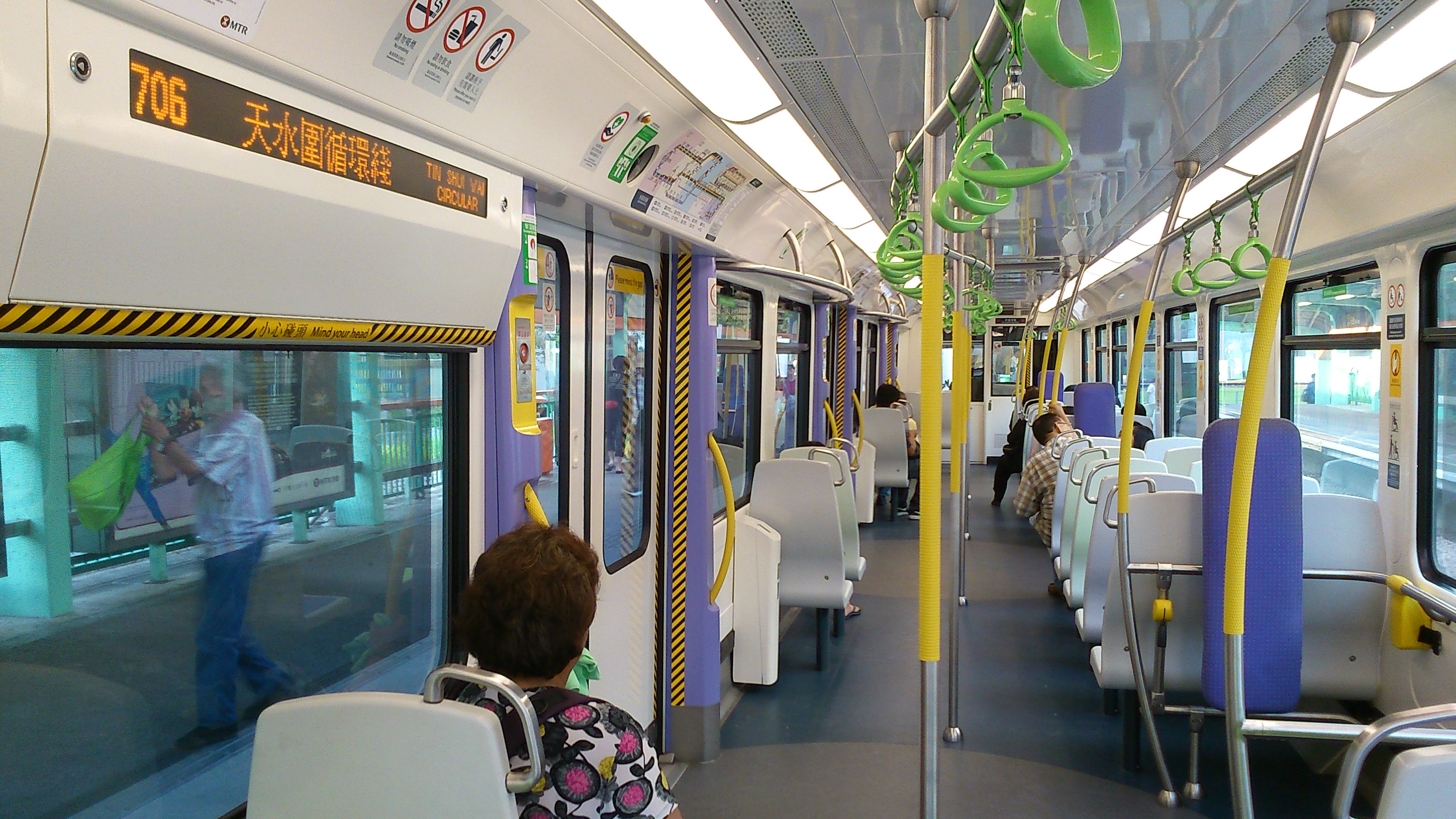
列車內部（翻新後）
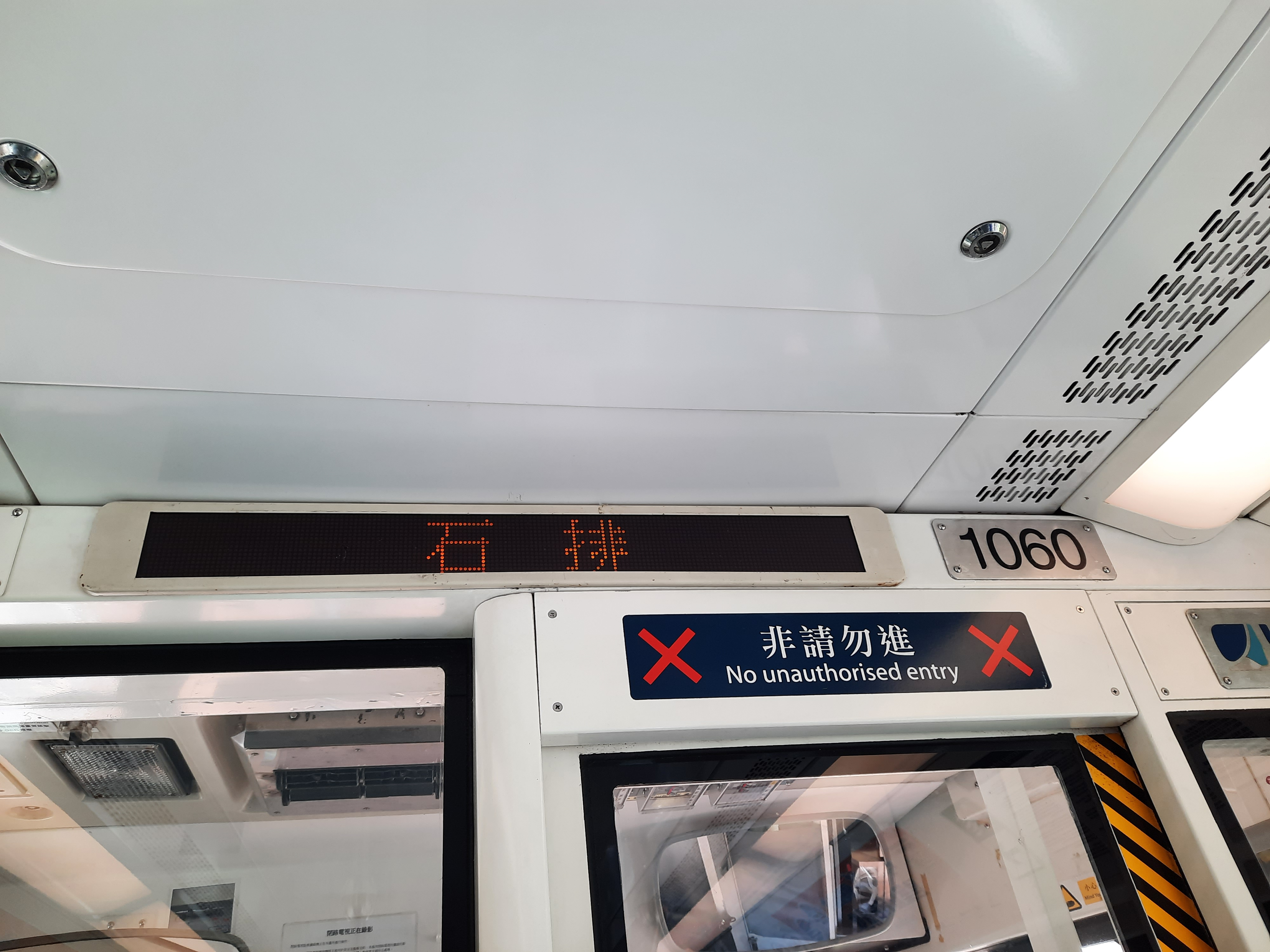
LED下一站顯示器
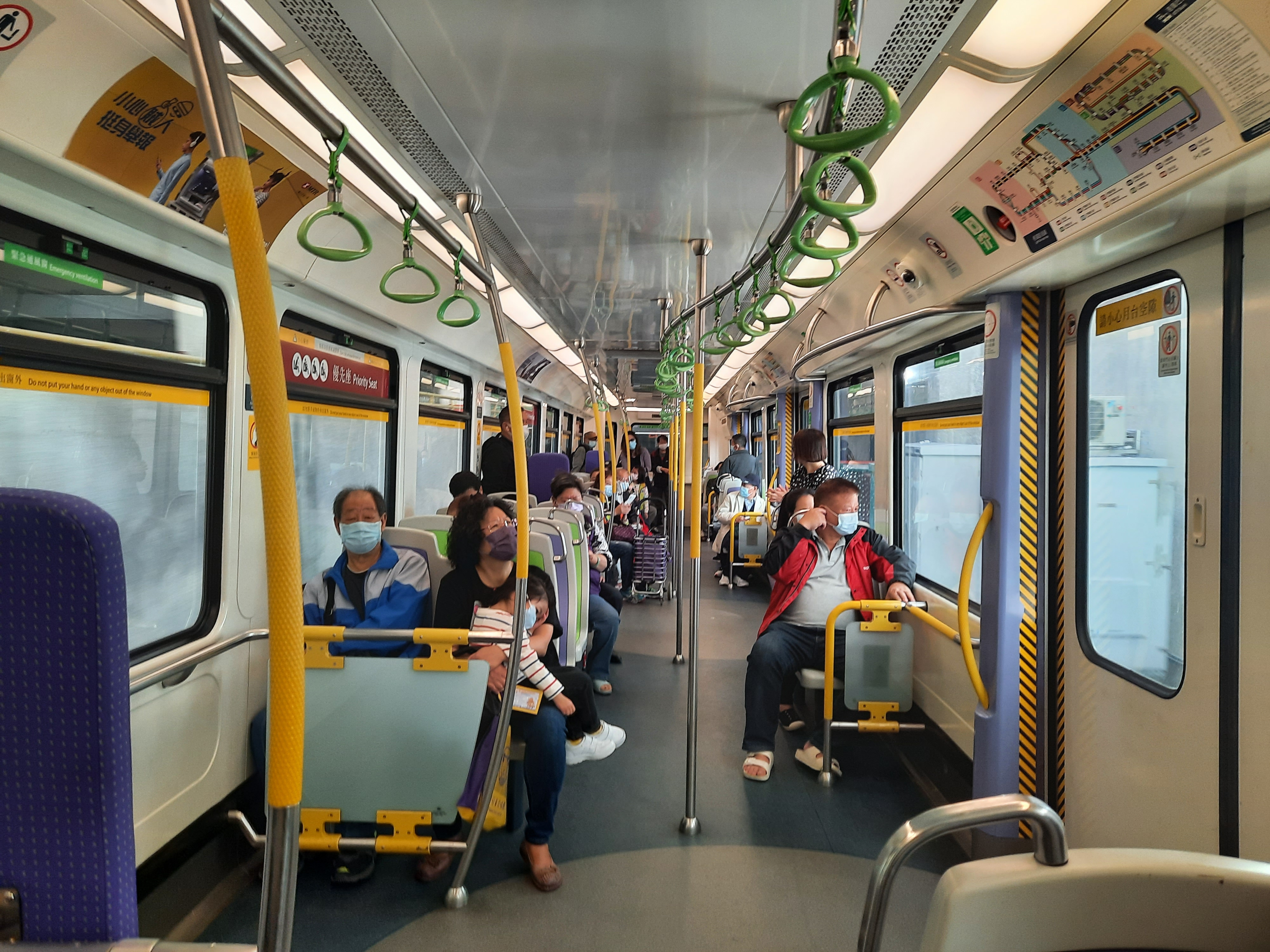
列車內部（2021年）
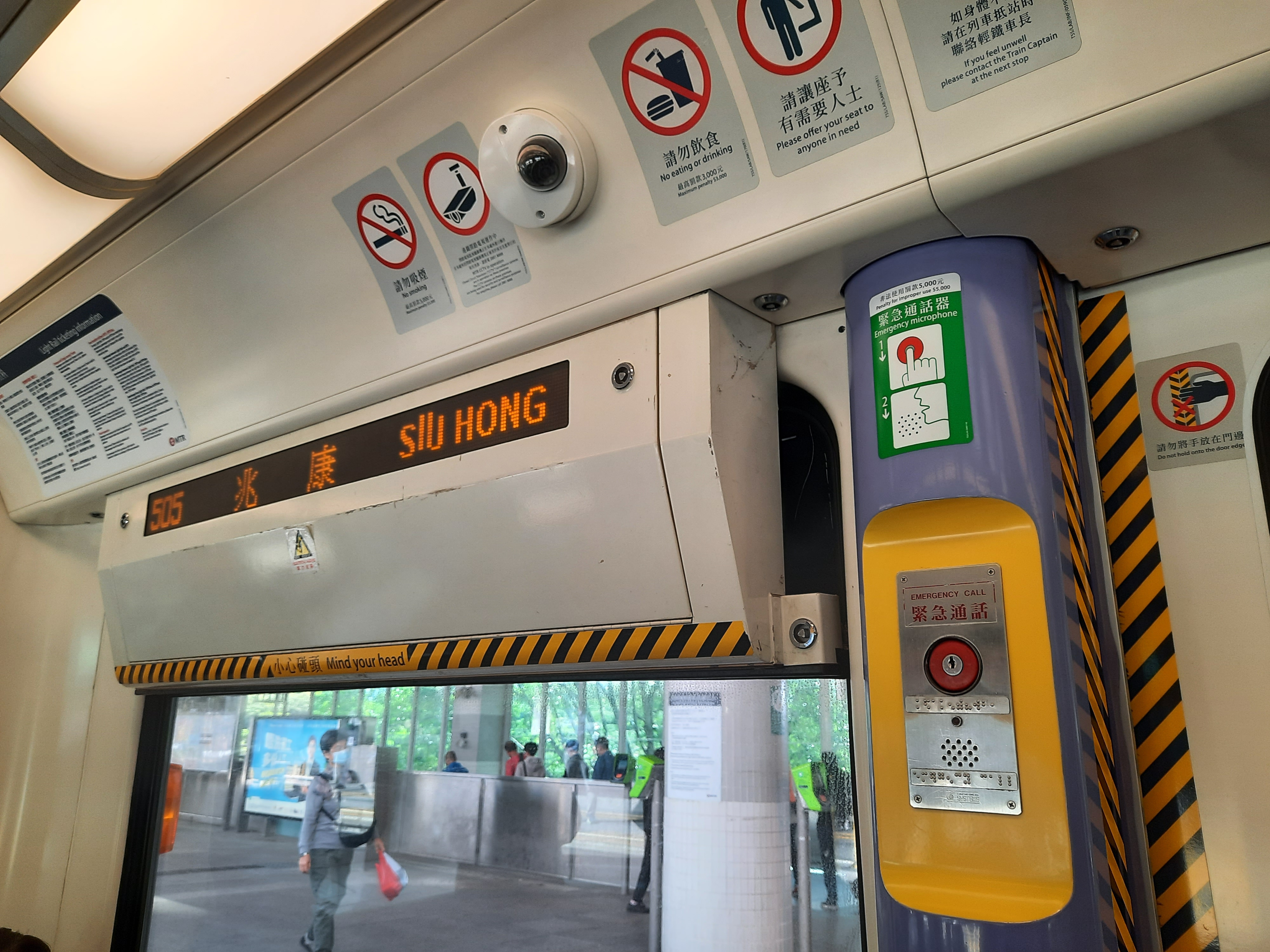
緊急通話按鈕、閉路電視及LED終點站顯示器
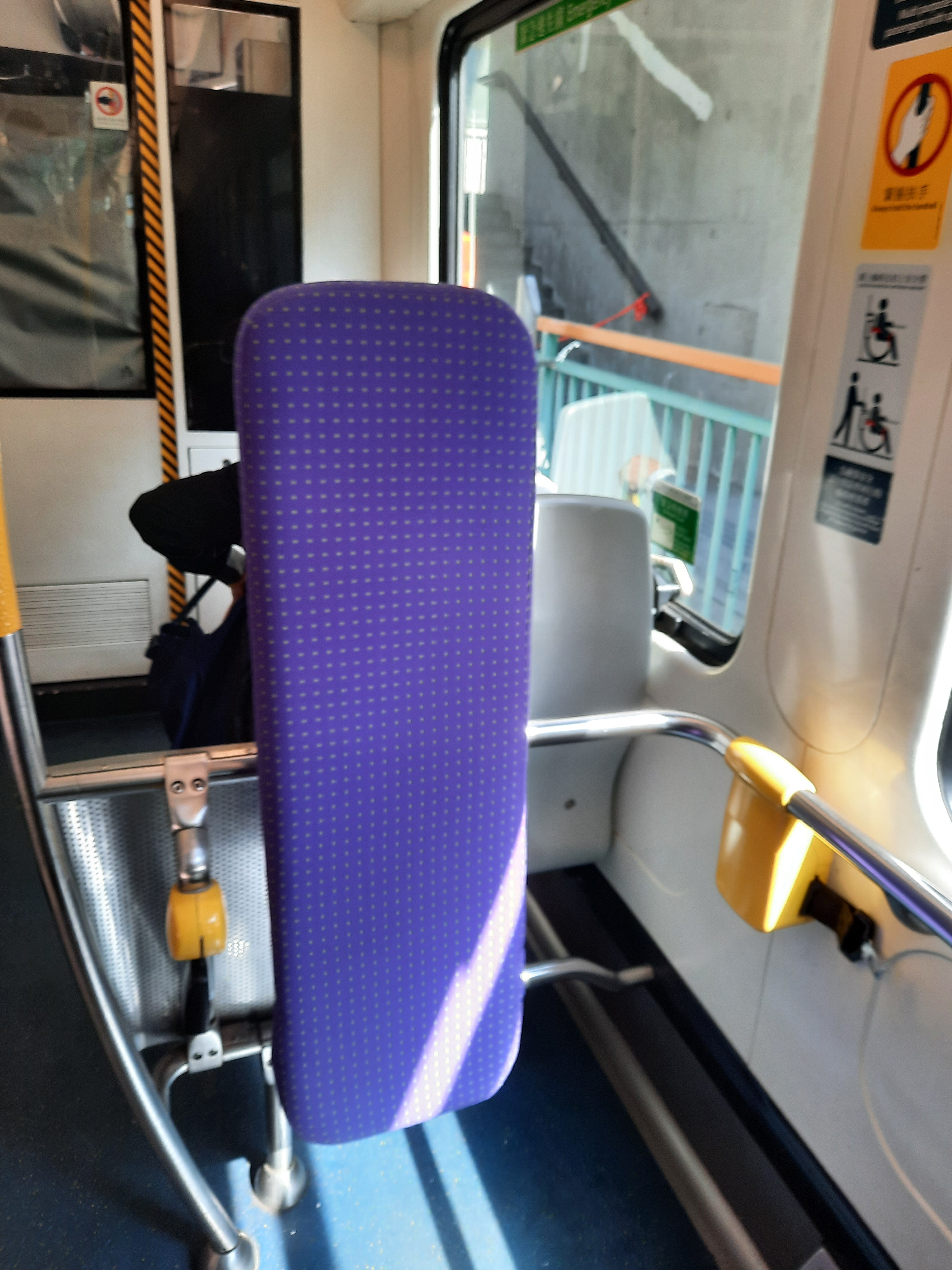
舊式輪椅停泊位
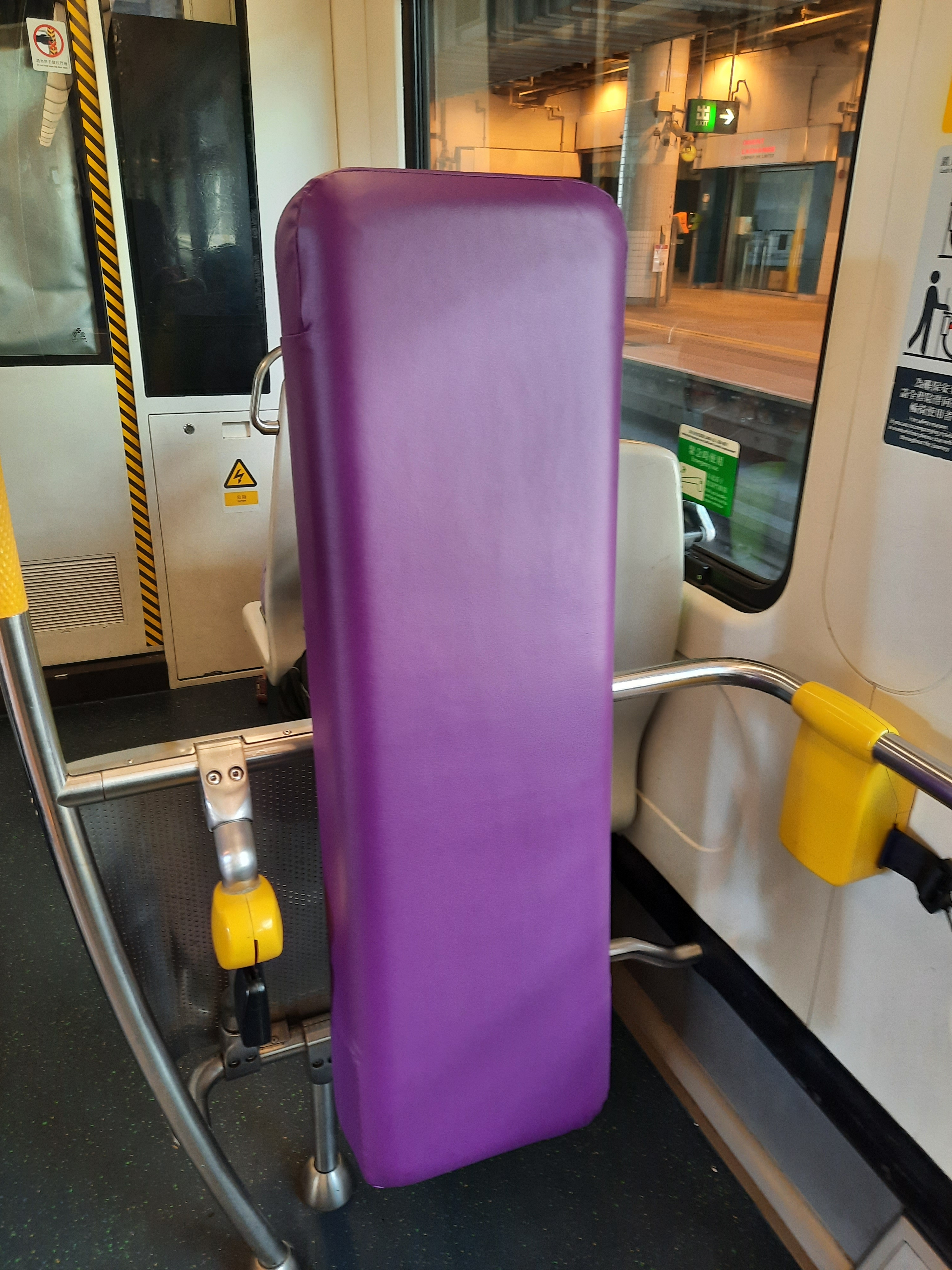
新式輪椅停泊位
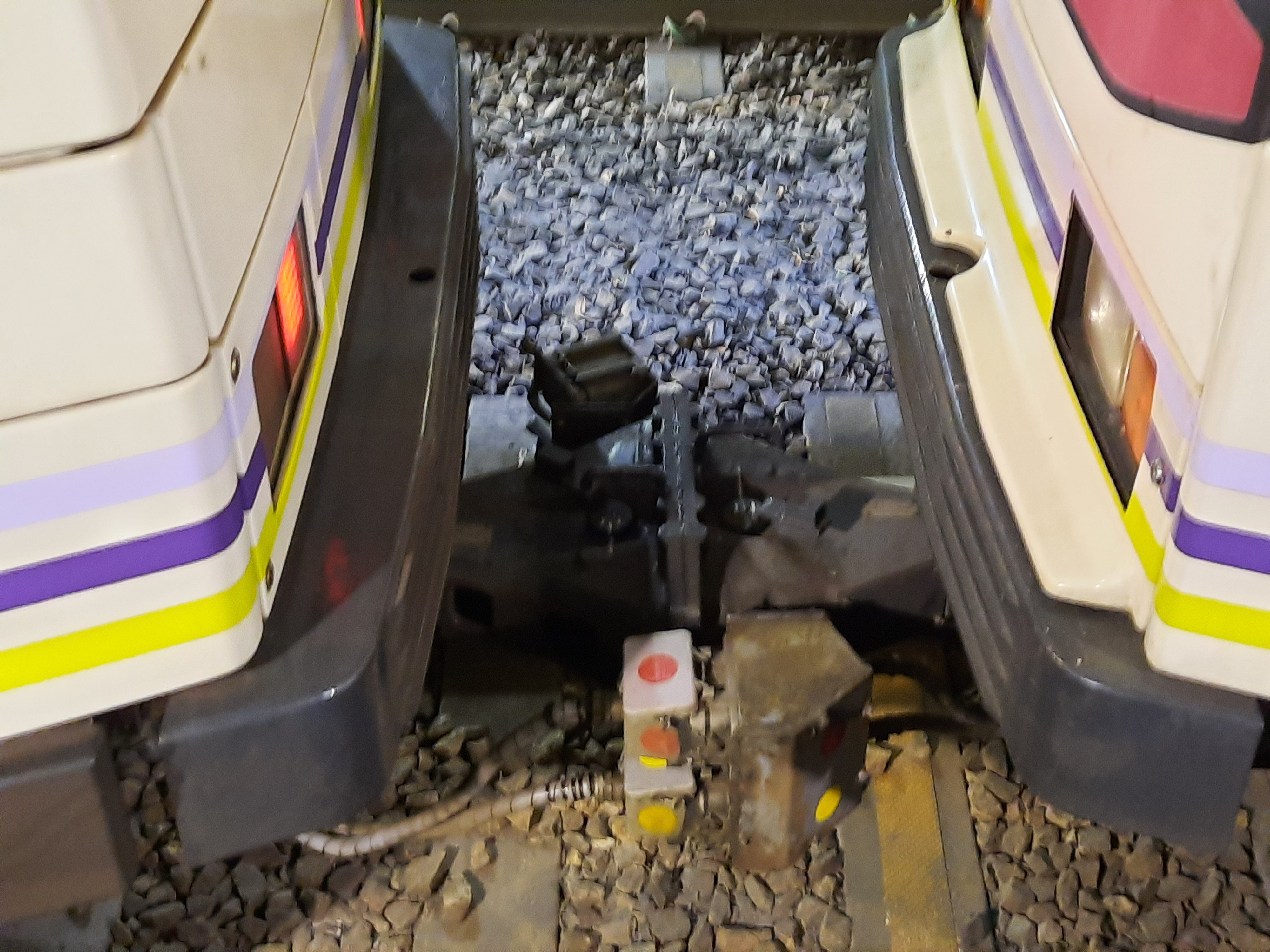
車輛連接器，不設腳踏

## 外部連結
- 香港鐵路大典上的相关条目：輕鐵第一期列車